# Casa saltelelor
Casa saltelelor (germană Das Matratzenhaus) este un roman scris de psihiatrul austriac Paulus Hochgatterer, cartea este publicată în februarie 2010. Autorul s-a inspirat în cartea sa din unele cazuri reale, întâlnite în cariera sa de psihiatru. Romanul descrie viața unor copii care sunt expuși ca obiect sexual la dispoziția unor persoane bolnave mental, sau desfrânate, lipsite de scrupule.